# Konstantin Szypiłow
Konstantin Olegowicz Szypiłow (ros. Константин Олегович Шипилов; ur. 9 czerwca 1990) – rosyjski snowboardzista specjalizujący się w slalomie gigancie równoległym i slalomie równoległym. Jak do tej pory nie brał udziału w Igrzyskach olimpijskich. Jego najlepszym wynikiem na mistrzostwach świata w snowboardzie jest 26. miejsce w slalomie równoległym na mistrzostwach w Kreischbergu. Najlepsze wyniki w Pucharze Świata w snowboardzie osiągnął w sezonie 2014/2015, kiedy to zajął 21. miejsce w klasyfikacji PAR, a w klasyfikacji (PSL) był 11.

## Sukcesy

### Mistrzostwa Świata
| Miejsce | Dzień       | Rok  | Miejscowość | Konkurencja       | Zwycięzca          |
| ------- | ----------- | ---- | ----------- | ----------------- | ------------------ |
| 26.     | 22 stycznia | 2015 | Kreischberg | Slalom równoległy | Roland Fischnaller |
| 26.     | 23 stycznia | 2015 | Kreischberg | Gigant równoległy | Andriej Sobolew    |

### Puchar Świata

#### Miejsca w klasyfikacji generalnej
- sezon 2010/2011: 71.
- sezon 2011/2012: 43.
- sezon 2012/2013: 58.
- sezon 2013/2014: 45.
- sezon 2014/2015: 21.

#### Miejsca na podium w zawodach
1. Winterberg – 14 marca 2015 (slalom równoległy) – 3. miejsce